# 불교 용어 목록 (ㅊ)

바로가기:
ㄱ
경
구
ㄴ
ㄷ
ㄹ
ㅁ
명
무
묵
ㅂ
불
ㅅ
삼
삽
선
소
수
시
심
ㅇ
오
온
유
육
이
ㅈ 

정
지
ㅊ
ㅋ
ㅌ
ㅍ
ㅎ

## 차별상
1.차별(差別, 산스크리트어: viśesa) 또는 차별상(差別相)은 사물과 다른 사물 간의 상(相, 산스크리트어: laksana: 모양 · 형상 · 상태 · 성격 · 성질 · 본질, mark, token, sign, characteristic, attribute)의 차이 또는 차별을 말한다. 사물 간에 서로 상(相)의 차이 또는 차별이 있기 때문에 마음(6식 또는 8식, 즉, 심왕, 즉 심법)은 각각의 사물을 다른 사물과 다른 것으로 표상(요별, 식별)할 수 있다. 한편, 마음(6식 또는 8식, 즉, 심왕, 즉 심법)의 이러한 표상작용과 그 세력(적집, 집합)을 상(想) 또는 상온(想蘊)이라 한다. 이러한 뜻에서의 차별은 평등(平等)의 반대말이다.
분제상(分齊相)이라고도 하며, 대상의 차별상 또는 분제상을 요별한다는 것은 곧 그 대상의 자상(自相)과 공상(共相)을 요별한다는 것과 사실상 동일한 말이다.
2. 차별(差別, 산스크리트어: viśista) 또는 차별상(差別相)은 법의 상태, 양태 또는 국면이 달라지는 것, 또는 그렇게 달라진 상태, 양태 또는 국면을 말한다. 예를 들어, 어떤 유위법이 생 · 주 · 이 · 멸의 변화를 겪을 때 이들 4가지 변화 자체가 차별 또는 차별상이며 또한 생 · 주 · 이 · 멸의 단계에서의 해당 법의 상태 또는 양태가 해당 법의 차별 또는 차별상이다.
3. 차별(差別)은 인명(因明: 불교 논리학)에서 어떤 종(宗: 주장, 명제)의 후진(後陳: 술어를 이루는 명사)을 말한다. 이에 대해 어떤 종(宗: 주장, 명제)의 전진(前陳: 주어를 이루는 명사)을 자성(自性)이라고 한다. 예를 들어, '제행무상' 즉 '모든 행은 무상하다'라는 명제에서 '모든 행'은 주어를 이루는 명사로 자성(自性) 즉 전진(前陳)이고, '무상'은 술어를 이루는 명사로 차별(差別) 즉 후진(後陳)이다. 인명의 이 개념들은 위의 2의  차별(差別, 산스크리트어: viśista) 또는 차별상(差別相)과 관련되어 있다.

## 착한 법
착한 법은 선법(善法)의 다른 말이다.

## 착한 사
착한 사는 선사(善思)의 다른 말이다.

## 착하지 못한 사
착하지 못한 사는 불선사(不善思)의 다른 말이다.

## 착하지 않은 법
착하지 않은 법은 불선법(不善法)의 다른 말이다. 불선법은 악법(惡法)이라고도 한다.

## 착하지도 악하지도 않은 사
착하지도 악하지도 않은 사는 무기사(不善思)의 다른 말이다.

## 찰리종
찰리종(刹利種, 산스크리트어: kṣatriya)은 고대 인도의 4성제도(四姓制度) 즉 카스트에서 왕족이나 무사 계급인 크샤트리아를 말한다.

## 참
참(慚, 부끄러워함, 산스크리트어: hrī, 팔리어: hiri, 영어: self-respect,
conscientiousness,
sense of shame,
dignity)은 설일체유부의 5위 75법에서 심소법(心所法: 46가지) 중 대선지법(大善地法: 10가지) 가운데 하나이며, 유식유가행파와 법상종의 5위 100법에서 심소법(心所法: 51가지) 중 선심소(善心所: 11가지) 가운데 하나이다. 설일체유부에 따르면, 참(慚)은 계(戒) · 정(定) · 혜(慧)의 공덕이 있는 자를 공경하는 것, 또는 스스로 반성한 결과 자신이 범한 불선에 대해 부끄럽게 여기는 의식작용(마음작용)이다.
흔히 일반적으로 참(慚)과 괴(愧)는 한데 묶어서 참괴(慚愧 또는 慙愧: 매우 부끄러워함)라고 하는데, 설일체유부와 유식유가행파와 법상종은 이 둘을 분별하고 있다. 설일체유부의 중현(衆賢)은 《아비달마장현종론(阿毘達磨藏顯宗論)》에서, 참(慚)이란 참다운 진리로 나아감으로써 스스로[我]와 법(法)에 대해 뛰어난 힘이 생겨나서, 애(愛: 애탐, 탐욕)의 등류(等流)를 거스릴려는 마음의 자재성이라고 설명하고 있다. 그리고 괴(愧)는 수습(修習)을 애락하고 공덕을 우선하는 것으로서, 치(癡: 어리석음, 무명)의 등류(等流)를 어기고 열등한 법을 혐오하는 것이라고 설명하고 있다.

## 창멸극
창멸극(彰滅極)은 멸(道), 즉 4성제 가운데 멸제(道諦), 즉 멸도(滅度), 즉 열반의 극치를 밝히 드러냄을 뜻한다. 창멸극은 여래10호(如來十號) 가운데 하나인 응공(應供) 즉 아라한(阿羅漢) 또는 아라가(阿羅呵)라는 호칭이 가진 의미를 가리키는 전통적인 용어이다.

## 처
1. 처(處, 산스크리트어: āyatan, 팔리어: āyatana)는 심(心) · 심소(心所)의 생장문(生長門)을 뜻한다. 즉 마음과 마음작용이 생겨나고 증장하는 도구 · 수단 · 방편 또는 근거를 뜻한다. 구역(舊譯)으로는 입(入)이라고 하며, 음역하여 아야달나(阿耶怛那)라고도 한다. 초기불교의 법체계인 3과(三科) 가운데 하나인 12처(十二處)에서의 처(處)와 12연기의 제5지분인 6입(六入) 즉 6근(六根) 또는 6처(六處)에서의 입(入)과 처(處)는 이러한 뜻을 가진다.
2. 처(處, 산스크리트어: sthāna)는 비처(非處, 산스크리트어: asthāna)의 반대말로, 옳은 것 또는 옳다고 여기는 것을 말한다. 비처는 그른 것 또는 그르다고 여기는 것을 말한다. 《현종론》에 따르면, 분(忿)의 마음작용에 대한 유여사(有餘師)의 정의에 따르면, 분(忿)은 처(處)와 비처(非處) 즉 옳다고 여기는 바나 그르다고 여기는 바를 거스르는 것이 있을 때 일어나는, 심무고(心無顧)와 심분발(心憤發)의 성질의 마음작용이다. 즉, 마음으로 하여금 되돌아보는 일이 없게 하고 격분[憤發]하게 하는 힘[力] 또는 종자[子]이다.

## 첨
첨(諂,
산스크리트어: māyā)은
다른 이들을 속이기 위해  마음으로 하여금 스스로를 은폐하게 하는 마음작용이다. 즉 마음의 속임과 아곡 또는 마음의 속임과 왜곡을 말한다.

## 초감
초감(招感)의 문자 그대로의 뜻은 '불러[招] [온 후] 감수(感受)함'으로, 어떤 원인이 결과를 초래(招來: 일반 사전적인 뜻은, 불러 옴, 그렇게 되게 함, 어떤 결과를 가져옴)한 후 몸(소의신)과 마음이 그 결과에 대해 고 · 낙 · 불고불락의 3수를 느끼게[感受] 된 것까지를 말한다. 간단히 말하면, 초감(招感)은 원인이 결과를 가져오는 것 즉 초래(招來)하는 것이다.
초감(招感)을 줄여서 감(感)이라고도 하고, 다른 말로는 감득(感得)이라고도 한다. 감득의 일반 사전적인 뜻은 '①감감하여 얻음 ②영감(靈感)으로 깨달아 얻음 ③믿는 마음이 신불(神佛)에 통(通)하여 바라는 것을 얻음'인데, 불교 용어로서의 감득의 의미와는 차이가 있다. 불교 용어로서의 감득은 '원인이 불러 온 결과를 느끼게 된 것' 즉 원인과 결과의 법칙을 통해 그 결과가 즐거운 것이건 괴로운 것이건 혹은 즐겁지도 괴롭지도 않은 것이건 그 결과를 느끼게[感] 되고 얻는 것[得]을 뜻한다.

## 촉
1. 촉(觸, 산스크리트어: sprastavya): 촉경(觸境)의 다른 말이다.[32][33]
2. 촉(觸, 산스크리트어: sparśa): 감관[根]과 대상[境]과 마음[識: 6식 또는 8식, 즉 심왕]의 3가지가 화합하여 생겨나는 마음작용으로, 촉(觸)의 마음작용이 발생함으로써 비로소 마음은 대상을 접촉하게 된다.[3][34][35][36][37][38][39]

## 촉경
1. 촉경(觸境)은 촉대(觸對)의 다른 말이다.
2. 촉경(觸境, 산스크리트어: sprastavya, 팔리어: photthabba, 영어: touch)은 마음(6식 또는 8식, 즉 심왕, 즉 심법)의 마음작용(심소법)의 물질적 대상인 색경(色境, 색깔과 형태) · 성경(聲境, 소리) · 향경(香境, 냄새) · 미경(味境, 맛) · 촉경(觸境, 감촉)의 5경(五境), 또는 5경에 법경(法境, 정신적 사물 또는 존재)을 더한 6경(六境) 중의 하나로, 신근(身根)의 세력이 미치는 범위이자 신근의 지각작용의 대상이다. 단순히, 촉(觸)이라고도 한다.

## 촉대
촉대(觸對)는 마음과 마음작용이 대상과 접촉하는 것 또는 마음과 마음작용으로 하여금 대상과 접촉하게 하는 것을 말한다. 촉(觸)의 마음작용의 본질적 성질 또는 작용이다. 촉경(觸境)이라고도 한다.

## 추
1. 추(麤)는 거친 것 또는 거친 법이라는 뜻으로, 5온 각각이 가지는 과거(過去) · 미래(未來) · 현재(現在) · 내(內) · 외(外) · 추(麤) · 세(細) · 열(劣) · 승(勝) · 원(遠) · 근(近)의 총 11가지의 품류차별 또는 품류, 즉 11품류 가운데 '추'를 말한다.
색의 경우에는 유대색(有對色: 대할 수 있는 색, 즉 질애성이 있는 색) 또는 5근에 의하여 인식되는 색을 뜻한다. 또는 상대적인 관점에서 유견유대(有見有對) · 무견유대(無見有對) · 무견무대(無見無對)의 3색, 혹은 욕계계(欲界繫) · 색계계(色界繫) · 불계(不繫)의 3색을 상대적으로 볼 때, 전자는 후자에 비해 거친 색이고 후자는 전자에 비해 미세한 색이다.
수 · 상 · 행 · 식의 경우 유대색(有對色: 대할 수 있는 색, 즉 질애성이 있는 색)을 소연으로 하여 일어난 수 · 상 · 행 · 식, 또는 5근을 소의로 하여 일어난 수 · 상 · 행 · 식을 뜻한다. 또는 상대적인 관점에서 유견유대(有見有對) · 무견유대(無見有對) · 무견무대(無見無對)의 3색, 혹은 욕계계(欲界繫) · 색계계(色界繫) · 불계(不繫)의 3색을 상대적으로 볼 때, 전자를 소연으로 하여 일어난 수 · 상 · 행 · 식은 후자를 소연으로 하여 일어난 수 · 상 · 행 · 식은 비해 거친 수 · 상 · 행 · 식이고 후자를 소연으로 하여 일어난 수 · 상 · 행 · 식은 전자를 소연으로 하여 일어난 수 · 상 · 행 · 식에 비해 미세한 수 · 상 · 행 · 식이다.
2. 추(麤)는 추(麤) · 고(苦) · 장(障) · 정(靜) · 묘(妙) · 리(離)의 6행관(六行觀) 가운데 하나로 하지(下地)에 대해 추(麤)라고 관하는 것을 말한다. 추(麤)는 비적정(非寂靜) 즉 적정(寂靜)하지 않다는 것을 뜻하며, 또한 하지(下地)의 온갖 유루법(有漏法)은 오직 커다란 노력[大劬勞]에 의해서만 극복할 수 있다는 것을 뜻한다.

## 추구탁
추구탁(推求度)의 '추리하고 탐구하여 판단하다'를 뜻하며 추탁(推度)의 다른 말이다.

## 추악어
추악어(麤惡語)는 악구(惡口)의 다른 말이다.

## 추중
1. 추중(麤重, 산스크리트어: dauṣṭhulya, duṣṭhula)은 2장(二障)의 종자(種子), 즉 번뇌장 · 소지장의 종자를 말한다.
2. 추중(麤重)의 문자 그대로의 뜻은 거침과 무거움으로, 번뇌에 속박되어 있는 상태를 말한다. 즉 몸과 마음이 번뇌에 속박되어 있어 순조롭고 조화롭지 못하고 거칠며 가뿐하지 못하고 무거운 것을 말한다. 선심소에 속한 경안(輕安)에 의해 대치(對治)되는 장애이다.

## 추탁
추탁(推度)의 일반 사전적인 의미는 '추측하다, 미루어 짐작하다 헤아리다'인데, 불교 용어로서의 추탁은 '추리 판단, 추리하여 판단함'을 뜻하기 때문에 이반 사전적인 의미와는 뜻에서 다소 차이가 있다. 추구탁(推求度: 추리하고 탐구하여 판단함)이라고도 한다.
《구사론》과 《성유식론》에 따르면, 추탁 또는 추구탁은 견(見)의 마음작용의 본질적 성질로서, 다른 말로는 "심려한 후 결탁하는 것[審慮為先決度]"이라고도 한다. 또한 《구사론》에서는, 6식(六識) 중 전5식은 '심려한 후 결탁하는 능력', 즉 견(見)의 능력을 지니고 있지 않으며 이 능력은 6식 중에서 오직 제6의식만이 가지고 있다고 말하여, 전5식과 제6의식을 분별하고 있다.
한편, 부파불교와 대승불교에서는 모두 견(見: 견해)이 혜(慧: 판단, 지혜)의 특수한 경우, 즉 따로 명칭을 붙일만한 일부인 것으로 본다. 즉, 혜(慧)가 더 광범위한 개념인 것으로 본다.

## 추회
추회(追悔)의 일반 사전적인 뜻은 '후회함, 지난 일을 뉘우침' 으로, 전통적인 불교 용어 중 하나이며 현대적인 용어로는 후회(後悔)라고 한다. 부파불교의 설일체유부와 유식유가행파와 법상종의 교학에 따르면, 추회 또는 후회는 악작(惡作) 즉 회(悔)의 마음작용의 본질적 성질[性]이다.

## 출
1. 출(出, 산스크리트어: nairyānika)은 '영원히 초월할 수 있게 하는 것[能永超]' 즉 '생사의 세계 즉 3계를 영원히 벗어나게 하는 것'을 뜻한다. 4성제의 도제 즉 성도(聖道)를 가리키는 말이다.
2. 출(出, 산스크리트어: nairyānika)은 불교의 수행법 중 하나인 4제 16행상(四諦 十六行相: 4성제를 관찰하는 16종의 관법 또는 관행) 가운데 하나로, 4성제 중 도제에 대한 4가지 관찰[觀法 또는 觀行]인 도(道) · 여(如) · 행(行) · 출(出) 가운데 출(出)을 말한다. 이것은 '도제 즉 성도(聖道)에 대하여, 성도는 영원히 초월할 수 있게 하는 것[能永超] 즉 생사의 세계 즉 3계를 영원히 벗어나게 하는 것이라고 관찰하는 것'을 말한다. 즉, 이러한 수행[行相]을 출(出)이라고 한다.

## 출리상
출리상(出離想)은 '[번뇌를] 벗어나려는 생각'를 말한다. 즉 현재의 속박 상태 즉 번뇌를 벗어나고자 하는 생각, 의도 또는 의지를 말한다. 예를 들어, 무상천(無想天)이 번뇌를 벗어난 해탈의 경지라고 보아 번뇌에 속박된 현재 상태를 벗어나 무상천에 태어나려는 생각, 의도 또는 의지를 가지는 것을 '무상천에 대해 출리상을 일으킨다[於無想天起出離想]'고 표현한다.

## 출세간
출세간(出世間)은 욕계 · 색계 · 무색계의 3계를 벗어난 것, 즉, 수다원(예류) · 사다함(일래) · 아나함(불환) · 아라한 · 보살(초지~십지) · 붓다의 무루의 마음을 말한다. 즉, 성자의 마음, 출세간의 마음, 즉, 진여의 무분별지, 대반야, 대보리를 말한다.

## 출세간의 지혜
출세간의 지혜(出世間智)는 무루혜(無漏慧)의 다른 말로, 성지(聖智: 성스러운 지혜 또는 성인의 지혜), 무루지(無漏智), 성혜(聖慧) 또는 무루성혜(無漏聖慧)라고도 하며, 간단히 무루(無漏)라고도 한다.

## 출제법삼매
출제법삼매(出諸法三昧, 산스크리트어: sarva-dharmodgata)는 출제법인삼매(出諸法印三昧) 또는 일체법용삼매(一切法湧三昧)라고도 하며 108삼매 가운데 언급되는 순서로 제6번째 삼매이다. 제5번째 삼매는 월당상삼매(月幢相三昧)이고 제7번째 삼매는 관정삼매(觀頂三昧)이다.
《대지도론》 제47권에서는 다음과 같이 설명하고 있다.
 云何名出諸法三昧？住是三昧能出生諸三昧，是名出諸法三昧。

 
무엇을 출제법(出諸法)삼매라 하느냐 하면, 이 삼매에 머무르면 모든 삼매를 나오게 하나니, 이것을 출제법삼매라 하느니라.
 — 《대지도론》 제47권. 한문본 & 한글본

## 취
1. 취(取, 산스크리트어: upādāna, 팔리어: upādāna, 영어: clinging, grasping,
attachment)는 번뇌(煩惱)의 다른 이름이다.
대승불교의 유식유가행파의 논서 《유가사지론》 제8권에 따르면,
취(取)는 번뇌의 다른 이름인 결(結) · 박(縛) · 수면(隨眠) · 수번뇌(隨煩惱) · 전(纏) · 폭류(暴流) · 액(軛) · 취(取) · 계(繫) · 개(蓋) · 주올(株杌) · 구(垢) · 상해(常害) · 전(箭) · 소유(所有) · 근(根) · 악행(惡行) · 누(漏) · 궤(匱) · 소(燒) · 뇌(惱) · 유쟁(有諍) · 화(火) · 치연(熾然) · 조림(稠林) · 구애(拘礙) 가운데 하나이다.
취(取)는 번뇌가 능히 유정으로 하여금 자신(自身), 즉 소의신, 즉 5온, 특히 번뇌에 오염된 상태의 5취온을 취하게 함으로써 5취온의  상속(相續)이 끊임이 없게 한다는 것을 뜻한다.
취(取)는 특히 욕취(欲取) · 견취(見取) · 계금취(戒禁取) · 아어취(我語取)의 4취(四取)를 말한다.
2. 취(取)는 12연기의 제9지분[支]을 말한다. 취(取)는 집착(執着) 또는 번뇌(煩惱)를 의미하는데, 제8지(支)인 애(愛)를 연하여 일어나는, 대상에 대한 강한 취사선택(取捨選擇)의 행동으로, 번뇌가 강화되는 것을 말한다.
3. 취(取)는 애(愛)의 다른 이름으로 애착(愛着) 또는 갈애(渴愛)를 의미한다.
4. 취(取)는 산스크리트어 또는 팔리어 upādāna는 한역경전에서 수(受)로 번역되기도 한다.
5. 취(取)는 '취한다, 가진다, 획득한다'를 뜻한다. 예를 들어, 상(想)의 마음작용은 어떤 대상의 다른 대상과의 차별상을 취하는 마음작용이다. 즉, 어떤 사물이 다른 사물과 어떻게 다른 지를 식별하고 알게 할 토대 또는 근거를 획득하는 마음작용이다.

## 취결
취결(取結)은 애결(愛結) · 에결(恚結) · 만결(慢結) · 무명결(無明結) · 견결(見結) · 취결(取結) · 의결(疑結) · 질결(嫉結) · 간결(慳結)의 9결(九結) 가운데 하나이다.
《아비달마품류족론》 제1권에 따르면,
취결은 견취(見取) · 계금취(戒禁取)의 2취(二取)를 말한다.
《대승아비달마집론》 제4권과 《대승아비달마잡집론》 제6권에 따르면,
취결은 견취(見取) · 계금취(戒禁取)의 2취(二取)를 말한다. 마음이 취결 즉 견취 · 계금취의 2취 가운데 어느 하나 혹은 둘 다에 의해 묶이게[所繫] 되면 마음은 사출리방편(邪出離方便) 즉 그릇된 출리방편 즉 출리(出離: 해탈에 도달한 상태, 고통 · 번뇌 · 윤회로부터 벗어난 상태)에 이르게 하는 바른 방편이 아닌 것을 바른 방편이라고 망녕되이 계탁하여 그 사출리방편에 대해 망집착(妄執著)하는 상태가 된다. 사출리방편에 대해 망집착하는 상태이기 때문에 불선을 널리 행하고 갖가지 선을 행하지 않게 된다. 불선은 행하고 선은 행하지 않기 때문에 미래세의 고(苦)를 불러들이고 그 고(苦)와 상응하게 된다.
《잡집론》의 해설에 따르면, 견취(見取)에 따른 망집착은 사출리방편에 대해 망녕되이 집착하여 8정도[八聖支道]를 버리고 (예를 들어, 힌두교의 주장처럼 우주의 영원한 이법으로서의 브라만을 믿고 그에 따른 실천을 하는 것이 해탈의 길이라는 등의) 살가야견 등을 바른 출리방편이라고 여기는 것을 말한다.
《잡집론》의 해설에 따르면, 계금취(戒禁取)에 따른 망집착은 먼저 견취(見取)에 따른 사출리방편에 대한 망집착이 있은 후에 일어나는 것으로, 그들이 설정한 계율[戒]과 금지조항[禁]을 청정도(清淨道: 청정한 길, 바른 길), 즉 청정한 길, 즉 진리에 계합하는 바른 길 · 수단 또는 방편이라고 여기는 것을 말한다.

## 취상
1. 취상(取像) 또는 취상성(取像性)은 상(想)의 마음작용의 본질적 성질로, 문자 그대로는 '모양 또는 형상(形狀)을 취함'을 뜻하며, 인식대상의 형상(形相)을 취하는 것 즉 인식대상의 물질적 · 정신적(개념적) 차별상(差別相)을 파악하는 것 즉 표상(表象, representation)을 말한다.
2. 취상(取相)은 취상(取像)의 다른 말이다.
3. 취상(取相)은 6종산란(六種散亂) 가운데 추중산란(麤重散亂)의 3가지 단계인 집수(執受) · 간잡(間雜) · 취상(取相) 가운데 마지막의 취상을 말한다.

## 취온
취온(取蘊)은 온(蘊: 유루법의 무더기)이 유루에 통한 경우로, 취(取: 번뇌)로 생겨나고, 취(取: 번뇌)의 부림을 받으며, 취(取: 번뇌)를 낳는다는 의미에서 취온(取蘊)이라 부른다.
(참고: 5온, 5무루온, 5취온)

## 치
치(癡,
산스크리트어: moha,
mūdha,
avidyā,
팔리어: avijjā,
영어: ignorance,
delusion)는 다음의 분류, 그룹 또는 체계의 한 요소이다.
- 3독(三毒) 즉 불선근(不善根) 중의 하나이다.[124]
- 부파불교의 설일체유부의 교학에서 6가지 근본번뇌(根本煩惱), 즉 6수면(六隨眠) 중의 하나이다.[125][126][127][128]
- 대승불교의 유식유가행파와 법상종의 교학에서 6가지 근본번뇌(根本煩惱) 중의 하나이다.[125][129][130]
- 설일체유부의 5위 75법에서 심소법(心所法: 46가지) 중 대번뇌지법(大煩惱地法: 6가지) 가운데 하나이다.[131][132]
- 유식유가행파와 법상종의 5위 100법에서 심소법(心所法: 51가지) 중 번뇌심소(煩惱心所: 6가지) 가운데 하나이다.[133][129][130]

부파불교의 설일체유부의 교학을 비판적으로 집대성한 《구사론》에 따르면, 치(癡)는 마음(6식, 즉 심왕, 즉 심법)으로 하여금 어리석게 하는 마음작용으로, 우치(愚癡), 무명(無明), 무지(無智) 또는 무현(無顯)이라고도 한다. 무지(無智)는 마음이 사(事: 사물, 현상)와 이(理: 이치, 본질)를 밝게 결택(決擇: 옳고 그름을 판단하여 결정함)할 수 없는 상태를 말하고, 무현(無顯)은 사(事: 사물, 현상)와 이(理: 이치, 본질)가 은폐되어 마음에 드러나지 않은 상태를 말한다.
대승불교의 유식유가행파와 법상종의 주요 논서인 《성유식론》에 따르면, 치(癡)는 마음(8식, 즉 심왕, 즉 심법)으로 하여금 온갖 이(理: 이치, 본질)와 사(事: 사물, 현상)에 대해 미혹[迷]하고 어두워[闇]지게 하는 것을 본질적 성질[性]로 하는 마음작용이다. 그리고, 치(癡)의 마음작용은 이러한 본질적 성질을 바탕으로 마음이 무치(無癡: 어리석지 않음, 지혜로움)의 마음작용과 상응하는 것을 장애함으로써 마음으로 하여금 온갖 잡염(雜染: 근본번뇌와 수번뇌, 즉 모든 번뇌)과 상응하게 하는 발동근거[所依]가 되는 것을 그 본질적 작용[業]으로 한다.

## 치산
치산(馳散)은 '[여러] 대상을 향해 내달려서 흩어짐'을 뜻하는데, 유탕(流蕩: 흔들림, 흘러가버림, 방탕하게 흐름) 또는 유산(流散: 흘러서 흩어짐, 여기저기로 분산됨)이라고도 한다. 대승불교의 유식유가행파와 법상종의 주요 논서인 《대승광오온론》, 《대승아비달마잡집론》, 《성유식론》 등에 따르면, 치산(馳散), 유탕(流蕩) 또는 유산(流散)은 산란(散亂)의 마음작용의 본질적 성질[性]을 이룬다.

## 치연
치연(熾然)은 번뇌의 다른 이름 가운데 하나로, 대열병(大熱病)을 뜻한다. 즉, 번뇌가 커다란 열병(熱病)과 같다는 것을 뜻한다.

## 친리
친리(親里)는 친척(親戚)을 말한다.

## 칠사
7사(七使)는 7수면(七隨眠)의 다른 말이다.

## 칠세
7세(七世, 영어: seven generations)는 증조(曾祖) · 고조(高祖) · 조(祖) · 부(父)의 4세(四世) 또는 4대(四代)에 자기(自己) · 자(子) · 손(孫)의 3세(三世) 또는 3대(三代)를 합한 일곱 세대를 말한다.

## 칠수면
7수면(七隨眠)은 욕탐(欲貪) · 진(瞋) · 유탐(有貪) · 만(慢) · 무명(無明) · 견(見) · 의(疑)의 7가지 수면(隨眠) 즉 근본번뇌를 말한다. 7사(七使)라고도 한다.
7수면은 탐(貪) · 진(瞋) · 만(慢) · 무명(無明) · 견(見) · 의(疑)의 6수면(六隨眠) 가운데 탐(貪)을 욕탐(欲貪)과 유탐(有貪)으로 나눈 것으로, 욕탐은 욕계에서의 탐욕이고, 유탐은 상2계(上二界)에서의 탐욕 즉 색계와 무색계에서의 탐욕이다. 즉, 욕탐은, 욕계의 5욕(五欲)의 대상들, 즉 외적인 것들에 대한 탐착(貪著)이며, 유탐은 색계와 무색계에서의 선정[定]과 소의신에 대한 탐착(貪著)으로 존재[有] 자체에 대한 탐착이다. 참고: 6수면(六隨眠)

## 칠식십명
7식10명(七識十名,
영어: ten names of the seventh consciousness,
ten names of the seventh vijñāna) 또는 제7식10명(第七識十名)은 제7말나식(第七識末那識)을 가리키는 다음의 10가지 다른 명칭을 말한다. 7식10명은 《종경록(宗鏡錄)》 제50권과  《번역명의집(翻譯名義集)》 제6권에 나오는 용어이다.
1. 7식(七識)
2. 전식(轉識)
3. 망상식(妄想識)
4. 상속식(相續識)
5. 무명식(無明識)
6. 해식(解識)
7. 행식(行識)
8. 무외식(無畏識)
9. 현식(現識)
10. 지장식(智障識)

## 칠심계
7심계(七心界)는 18계(界) 중 안식계(眼識界) · 이식계(耳識界) · 비식계(鼻識界) · 설식계(舌識界) · 신식계(身識界) · 의식계(意識界)의 6식(識)과, 의근(意根) 즉 6식 중 의식계의 소의(所依: 도구, 기관)인 의계(意界)의 1가지를 통칭하는 낱말이다.

## 칠유
7유(七有)는 지옥유(地獄有) · 아귀유(餓鬼有) · 방생유(傍生有) · 천유(天有) · 인유(人有) · 업유(業有) · 중유(中有)를 말한다.

## 참고 문헌
- 이 문서에는 다음커뮤니케이션(현 카카오)에서 GFDL 또는 CC-SA 라이선스로 배포한 글로벌 세계대백과사전의 내용을 기초로 작성된 글이 포함되어 있습니다.
- 가전연자 지음, 승가제바·축불념 한역, 권오민 번역 (K.943, T.1543). 《아비담팔건도론》. 한글대장경 검색시스템 - 전자불전연구소 / 동국역경원. K.943(24-695), T.1543(26-771).
- 고려대장경연구소. 《고려대장경 전자 불교용어사전》. 고려대장경 지식베이스 / (사)장경도량 고려대장경연구소.
- 고익진 (1989). 《한국 고대 불교 사상사》. 동국대학교 출판부.
- 곽철환 (2003). 《시공 불교사전》. 시공사 / 네이버 지식백과.
- 구나발타라(求那跋陀羅) 한역 (K.650, T.99). 《잡아함경》. 한글대장경 검색시스템 - 전자불전연구소 / 동국역경원. K.650(18-707), T.99(2-1).
- 구나발타라 한역, 번역자 미상 (K.54, T.353). 《승만경》. 한글대장경 검색시스템 - 전자불전연구소 / 동국역경원. K.54(6-1361), T.353(12-217).
- 구마라습 한역, 차차석 번역 (K.991, T.614). 《좌선삼매경》. 한글대장경 검색시스템 - 전자불전연구소 / 동국역경원. K.991(30-128), T.614(15-269).
- 권오민 (1991). 《경량부철학의 비판적 체계 연구》. 동국대학원 철학박사 학위논문.
- 권오민 (2003). 《아비달마불교》. 민족사.
- 담무참 한역, 번역자 미상 (K.105, T.374). 《대반열반경》. 일명 《북본열반경》. 한글대장경 검색시스템 - 전자불전연구소 / 동국역경원. K.105(9-1), T.374(12-365).
- 목건련 지음, 현장 한역, 송성수 번역 (K.945, T.1537). 《아비달마법온족론》. 한글대장경 검색시스템 - 전자불전연구소 / 동국역경원. K.945(24-1091), T.1537(26-453).
- 무착 지음, 바라파밀다라 한역, 이영무 번역 (K.586, T.1604). 《대승장엄경론》. 한글대장경 검색시스템 - 전자불전연구소 / 동국역경원. K.586(16-843), T.1604(31-589).
- 무착 지음, 현장 한역 (K.571, T.1602). 《현양성교론》. 한글대장경 검색시스템 - 전자불전연구소 / 동국역경원. K.571(16-1), T.1602(31-480).
- 무착 지음, 현장 한역, 이한정 번역 (K.572, T.1605). 《대승아비달마집론》. 한글대장경 검색시스템 - 전자불전연구소 / 동국역경원. K.572(16-157), T.1605(31-663).
- 미륵 지음, 현장 한역, 강명희 번역 (K.614, T.1579). 《유가사지론》. 한글대장경 검색시스템 - 전자불전연구소 / 동국역경원. K.570(15-465), T.1579(30-279).
- 법구 지음, 승가발마 등 한역, 김형준 번역 (K.960, T.1552). 《잡아비담심론》. 한글대장경 검색시스템 - 전자불전연구소 / 동국역경원. K.960(28-391), T.1552(28-869).
- 법승 지음, 승가제바·혜원 한역, 김재천 번역 (K.959, T.1550). 《아비담심론》. 한글대장경 검색시스템 - 전자불전연구소 / 동국역경원. K.959 (28-355), T.1550 (28-809).
- 법장 술, 노혜남 번역 (K.1513, T.1733). 《화엄경탐현기》. 한글대장경 검색시스템 - 전자불전연구소 / 동국역경원. K.1513(47-458), T.1733(35-107).
- 불타야사·축불념 한역, 번역자 미상 (K.647, T.1). 《장아함경》. 한글대장경 검색시스템 - 전자불전연구소 / 동국역경원. K.647(17-815), T.1(1-1).
- 사리자 설, 현장 한역, 송성수 번역 (K.946, T.1536). 《아비달마집이문족론》. 한글대장경 검색시스템 - 전자불전연구소 / 동국역경원. K.946(24-1183), T.1536(26-367).
- 서정형 (2004). 《나가르주나 『중론』(해제)》. 서울대학교 철학사상연구소 / 네이버 지식백과.
- 서정형 (2004b). 《『밀린다팡하』(해제)》. 서울대학교 철학사상연구소 / 네이버 지식백과.
- 세우 지음, 구나발타라·보리야사 한역, 송성수 번역 (K.950, T.1541). 《중사분아비담론》. 한글대장경 검색시스템 - 전자불전연구소 / 동국역경원. K.950(25-271), T.1541(26-627).
- 세우 지음, 현장 한역, 송성수 번역 (K.949, T.1542). 《아비달마품류족론》. 한글대장경 검색시스템 - 전자불전연구소 / 동국역경원. K.949(25-149), T.1542(26-692).
- 세친 지음, 현장 한역, 권오민 번역 (K.955, T.1558). 《아비달마구사론》. 한글대장경 검색시스템 - 전자불전연구소 / 동국역경원. K.955(27-453), T.1558(29-1).
- 세친 지음, 현장 한역, 김묘주 번역 (K.594, T.1597). 《섭대승론석》. 한글대장경 검색시스템 - 전자불전연구소 / 동국역경원. K.594(17-76), T.1597(31-321).
- 세친 지음, 현장 한역, 송성수 번역 (K.618, T.1612). 《대승오온론》. 한글대장경 검색시스템 - 전자불전연구소 / 동국역경원. K.618(17-637), T.1612(31-848).
- 세친 지음, 현장 한역, 송성수 번역 (K.644, T.1614). 《대승백법명문론》. 한글대장경 검색시스템 - 전자불전연구소 / 동국역경원. K.644(17-808), T.1614(31-855).
- 승가제바(僧伽提婆) 한역. 《중아함경》. 한글대장경 검색시스템 - 전자불전연구소 / 동국역경원.
- 안혜 지음, 지바하라 한역, 조환기 번역 (K.619, T.1613). 《대승광오온론》. 한글대장경 검색시스템 - 전자불전연구소 / 동국역경원. K.619(17-641), T.1613(31-850).
- 안혜 지음, 현장 한역, 이한정 번역 (K.576, T.1605). 《대승아비달마잡집론》. 한글대장경 검색시스템 - 전자불전연구소 / 동국역경원. K.576(16-228), T.1606(31-694).
- 오백 아라한 지음, 현장 한역, 송성수 번역 (K.952, T.1545). 《아비달마대비바사론》. 한글대장경 검색시스템 - 전자불전연구소 / 동국역경원. K.952(26-1,27-1), T.1545(27-1).
- 운월 (2005). 《근본불교의 수행체계에 대하여》. 한국선학회.
- 운허.  동국역경원 편집, 편집. 《불교 사전》.
- 용수 지음, 구마라습 한역, 김성구 번역 (K.549, T.1509). 《대지도론》. 한글대장경 검색시스템 - 전자불전연구소 / 동국역경원. K.549(14-493), T.1509(25-57).
- 용수 지음, 구마라습 한역, 박인성 번역 (K.577, T.1564). 《중론》. 한글대장경 검색시스템 - 전자불전연구소 / 동국역경원. K.577(16-350), T.1564(30-1).
- 제바설마 지음, 현장 한역, 송성수 번역 (K.947, T.1539). 《아비달마식신족론》. 한글대장경 검색시스템 - 전자불전연구소 / 동국역경원. K.947 (25-1), T.1539 (26-531).
- 중현 지음, 현장 한역, 권오민 번역 (K.956, T.1562). 《아비달마순정리론》. 한글대장경 검색시스템 - 전자불전연구소 / 동국역경원. K.956(27-680), T.1562(29-329).
- 중현 지음, 현장 한역, 권오민 번역 (K.957, T.1563). 《아비달마장현종론》. 한글대장경 검색시스템 - 전자불전연구소 / 동국역경원. K.957(28-1), T.1563(29-777).
- 축불념 한역, 노혜능 번역 (K.530, T.1485). 《보살영락본업경》. 한글대장경 검색시스템 - 전자불전연구소 / 동국역경원. K.530(14-374), T.1485(24-1010).
- 최봉수 (1999). 〈색온에서의 색의 의미 - 구사론과 청정도론의 색온론을 비교하여〉. 《불교학보》.
- 현장 한역, 김달진 번역 (K.154, T.676). 《해심밀경》. 한글대장경 검색시스템 - 전자불전연구소 / 동국역경원. K.154(10-709), T.676(16-688).
- 호법 등 지음, 현장 한역, 김묘주 번역 (K.614, T.1585). 《성유식론》. 한글대장경 검색시스템 - 전자불전연구소 / 동국역경원. K.614(17-510), T.1585(31-1).
- 황욱 (1999). 《무착[Asaṅga]의 유식학설 연구》. 동국대학원 불교학과 박사학위논문.
- (영어) Bodhi, Bhikkhu (trans.) (2000). 《The Connected Discourses of the Buddha: A Translation of the Samyutta Nikaya》. Boston: Wisdom Publications. ISBN 0-86171-331-1.
- (영어) Dawson, John (1888). 《A Classical Dictionary Of Hindu Mythology And Religion Geography History And Literature》. London: Trübner.
- (영어) DDB. 《Digital Dictionary of Buddhism (電子佛教辭典)》. Edited by A. Charles Muller.
- (영어) Macdonell, Arthur Anthony (1929). 《A practical Sanskrit dictionary with transliteration, accentuation, and etymological analysis throughout》. London: Oxford University Press.
- (영어) Gethin, R.M.L. (1992). 《The Buddhist Path to Awakening: A Study of the Bodhi-Pakkhiyā Dhammā》. Leiden: E.J. Brill. ISBN 90-04-09442-3.
- (영어) Rhys Davids, Caroline A.F. ([1900], 2003). 《Buddhist Manual of Psychological Ethics, of the Fourth Century B.C., Being a Translation, now made for the First Time, from the Original Pāli, of the First Book of the Abhidhamma-Piṭaka, entitled Dhamma-Saṅgaṇi (Compendium of States or Phenomena)》. Whitefish, MT: Kessinger Publishing. ISBN 0-7661-4702-9.
- (영어) Sanskrit and Tamil Dictionaries. 《Cologne Digital Sanskrit Dictionaries》. Institute of Indology and Tamil Studies, Cologne University (www.sanskrit-lexicon.uni-koeln.de).
- (영어) Rhys Davids, T.W. & William Stede (eds.) (1921-5). 《The Pali Text Society's Pali–English Dictionary》. Chipstead: Pali Text Society.
- (영어) Thanissaro Bhikkhu (1996, 1998). 《Wings to Awakening》. Retrieved 2008-07-07 from "Access to Insight" at http://www.accesstoinsight.org/lib/authors/thanissaro/wings/index.html.
- (중국어) 가다연니자 조, 현장 한역 (T.1544). 《아비달마발지론(阿毘達磨發智論)》. 대정신수대장경. T26, No. 1544, CBETA.
- (중국어) 가전연자 지음, 승가제바·축불념 한역 (T.1543). 《아비담팔건도론(阿毘曇八犍度論)》. 대정신수대장경. T26, No. 1543, CBETA.
- (중국어) 구나발타라(求那跋陀羅) 한역 (T.99). 《잡아함경(雜阿含經)》. 대정신수대장경. T2, No. 99, CBETA.
- (중국어) 구나발타라 한역 (T.353). 《승만경(勝鬘經)》. 대정신수대장경. T12, No. 353, CBETA.
- (중국어) 구마라습 한역 (T.614). 《좌선삼매경(坐禪三昧經)》. 대정신수대장경. T15, No. 614, CBETA. }
- (중국어) 규기 찬 (T.1830). 《성유식론술기(成唯識論述記)》. 대정신수대장경. T43, No. 1830, CBETA.
- (중국어) 규기 찬 (T.1861). 《대승법원의림장(大乘法苑義林章)》. 대정신수대장경. T45, No. 1861, CBETA.
- (중국어) 길장 찬 (T.1744). 《승만보굴(勝鬘寶窟)》. 대정신수대장경. T37, No. 1744, CBETA.
- (중국어) 담무참 한역 (T.374). 《대반열반경(大般涅槃經)》. 일명 《북본열반경》. 대정신수대장경. T12, No. 374, CBETA.
- (중국어) 목건련 조, 현장 한역 (T.1537). 《아비달마법온족론(阿毘達磨法蘊足論)》. 대정신수대장경. T26, No. 1537, CBETA.
- (중국어) 무착 조, 바라파밀다라 한역 (T.1604). 《대승장엄경론(大乘莊嚴經論)》. 대정신수대장경. T31, No. 1604, CBETA.
- (중국어) 무착 조, 현장 한역 (T.1602). 《현양성교론(顯揚聖教論)》. 대정신수대장경. T31, No. 1602, CBETA.
- (중국어) 무착 조, 현장 한역 (T.1605). 《대승아비달마집론(大乘阿毘達磨集論)》. 대정신수대장경. T31, No. 1605, CBETA.
- (중국어) 미륵 조, 현장 한역 (T.1579). 《유가사지론(瑜伽師地論)》. 대정신수대장경. T30, No. 1579. CBETA.
- (중국어) 법구 조, 승가발마 등 한역 (T.1552). 《잡아비담심론(雜阿毘曇心論)》. 대정신수대장경. T28, No. 1552, CBETA.
- (중국어) 법승 조, 승가제바·혜원 한역 (T.1550). 《아비담심론(阿毘曇心論)》. 대정신수대장경. T28, No. 1550, CBETA.
- (중국어) 법운 편찬 (T.2131). 《번역명의집(翻譯名義集)》. 대정신수대장경. T54, No. 2131, CBETA.
- (중국어) 법장 술 (T.1733). 《화엄경탐현기(華嚴經探玄記)》. 대정신수대장경. T35, No. 1733, CBETA.
- (중국어) 佛門網. 《佛學辭典(불학사전)》.
- (중국어) 불타야사·축불념 한역 (T.1). 《장아함경(長阿含經)》. 대정신수대장경. T1, No. 1, CBETA. }
- (중국어) 사리자 설, 현장 한역 (T.1536). 《아비달마집이문족론(阿毘達磨集異門足論)》. 대정신수대장경. T26, No. 1536, CBETA.
- (중국어) 색건타라 조, 현장 한역 (T.1554). 《입아비달마론(入阿毘達磨論)》. 대정신수대장경. T28, No. 1554, CBETA. }
- (중국어) 星雲. 《佛光大辭典(불광대사전)》 3판.
- (중국어) 세우 조, 구나발타라·보리야사 한역 (T.1541). 《중사분아비담론(眾事分阿毘曇論)》. 대정신수대장경. T26, No. 1541, CBETA.
- (중국어) 세우 조, 현장 한역 (T.1542). 《아비달마품류족론(阿毘達磨品類足論)》. 대정신수대장경. T26, No. 1542, CBETA.
- (중국어) 세친 조, 진제 한역 (T.1559). 《아비달마구사석론(阿毘達磨俱舍釋論)》. 대정신수대장경. T29, No. 1559, CBETA.
- (중국어) 세친 조, 현장 한역 (T.1558). 《아비달마구사론(阿毘達磨俱舍論)》. 대정신수대장경. T29, No. 1558, CBETA.
- (중국어) 세친 조, 현장 한역 (T.1597). 《섭대승론석(攝大乘論釋)》. 대정신수대장경. T31, No. 1597, CBETA.
- (중국어) 세친 조, 현장 한역 (T.1612). 《대승오온론(大乘五蘊論)》. 대정신수대장경. T31, No. 1612, CBETA.
- (중국어) 세친 조, 현장 한역 (T.1614). 《대승백법명문론(大乘百法明門論)》. 대정신수대장경. T31, No. 1614, CBETA.
- (중국어) 세친 조, 현장 한역, 규기 주해 (T.1836). 《대승백법명문론해(大乘百法明門論解)》. 대정신수대장경. T44, No. 1836_, CBETA.
- (중국어) 승가제바(僧伽提婆) 한역 (T.26). 《중아함경(中阿含經)》. 대정신수대장경. T1, No. 26, CBETA.
- (중국어) 阿含辭典. 《阿含辭典(아함사전)》.
- (중국어) 안혜 조, 지바하라 한역 (T.1613). 《대승광오온론(大乘廣五蘊論)》. 대정신수대장경. T31, No. 1613, CBETA.
- (중국어) 안혜 조, 현장 한역 (T.1606). 《대승아비달마잡집론(大乘阿毘達磨雜集論)》. 대정신수대장경. T31, No. 1606, CBETA.
- (중국어) 연수 편찬 (T.2016). 《종경록(宗鏡錄)》. 대정신수대장경. T48, No. 2016, CBETA.
- (중국어) 오백 아라한 조, 현장 한역 (T.1545). 《아비달마대비바사론(阿毘達磨大毘婆沙論)》. 대정신수대장경. T27, No. 1545, CBETA.
- (중국어) 용수 조, 구마라습 한역 (T.1509). 《대지도론(大智度論)》. 대정신수대장경. T25, No. 1509, CBETA. }
- (중국어) 용수 조, 구마라습 한역 (T.1564). 《중론(中論)》. 대정신수대장경. T30, No. 1564, CBETA.
- (중국어) 원측 찬 (X.369). 《해심밀경소(解深密經疏)》. 만신찬속장경. X21, No. 369, CBETA.
- (중국어) 원휘(圓暉) (T.1823). 《구사론송소론본(俱舍論頌疏論本)》. 대정신수대장경. T41, No. 1823, CBETA.
- (중국어) 丁福保. 《佛學大辭典(불학대사전)》. 一行佛學辭典搜尋.
- (중국어) 제관 록 (T.1931). 《천태사교의(天台四教儀)》. 대정신수대장경. T46, No. 1931, CBETA.
- (중국어) 제바설마 조, 현장 한역 (T.1539). 《아비달마식신족론(阿毘達磨識身足論)》. 대정신수대장경. T26, No. 1539, CBETA.
- (중국어) 중현 조, 현장 한역 (T.1562). 《아비달마순정리론(阿毘達磨順正理論)》. 대정신수대장경. T29, No. 1562, CBETA.
- (중국어) 중현 조, 현장 한역 (T.1563). 《아비달마장현종론(阿毘達磨藏顯宗論)》. 대정신수대장경. T29, No. 1563, CBETA.
- (중국어) 지의 설, 관정 록 (T.1783). 《금광명경현의(金光明經玄義)》. 대정신수대장경. T39, No. 1783, CBETA. }
- (중국어) 지의 설, 법신 기 (T.1916). 《석선바라밀차제법문(釋禪波羅蜜次第法門)》. 대정신수대장경. T46, No. 1916, CBETA.
- (중국어) 축불념 한역 (T.1485). 《보살영락본업경(菩薩瓔珞本業經)》. 대정신수대장경. T24, No. 1485, CBETA.
- (중국어) 현장 한역 (T.1563). 《해심밀경(解深蜜經)》. 대정신수대장경. T16, No. 676, CBETA.
- (중국어) 혜원 찬 (T.1851). 《대승의장(大乘義章)》. 대정신수대장경. T44, No. 1851, CBETA.
- (중국어) 호법 등 지음, 현장 한역 (T.1585). 《성유식론(成唯識論)》. 대정신수대장경. T31, No. 1585, CBETA.